# Al-Muqtadir (abbaside)
Abū l-Faḍl Jaʿfar ibn Aḥmad al-Muʿtaḍid (in arabo أبو الفضل جعفر بن أحمد المعتضد‎?; Baghdad, 13 novembre 895 – Baghdad, 31 ottobre 932) è stato un califfo abbaside.
Abū l-Faḍl Jaʿfar, più conosciuto col suo laqab di al-Muqtadir bi-llāh (in arabo المقتدر بالله‎?, "Il Potente per grazia di Dio"), è stato un califfo abbaside di Baghdad dal 908 al 932 (equivalenti al 295 E. - 320 E.).
Dopo che il suo predecessore, al-Muktafi, era stato bloccato per numerosi mesi a letto per malattia, un intrigo fu ordito ai suoi danni per sostituirlo con un nuovo "Comandante dei credenti". La scelta era limitata a due possibili successori: il fratello minore di al-Muktafi (gradito al Califfo stesso), e un discendente di al-Mu'tazz, che a quel tempo aveva appena tredici anni. Il vizir, brigando per avere maggior potere, preferì l'adolescente, per poterlo condizionare nell'azione di governo. Il giovane assunse il laqab di al-Muqtadir, che si rivelerà quanto mai pretenzioso e inappropriato, vista la sua indole edonista e la sua facile condizionabilità da parte delle donne del suo harem e della sua corte. I suoi venticinque anni di regno vedranno l'alternarsi di ben tredici vizir, di volta in volta sostituiti o assassinati in un'inesausta ambiziosa lotta per il potere.
La stabilità bene o male conseguita durante gli ultimi tre califfati giunse così al suo inevitabile termine. Da quel momento in poi, gli Abbasidi proseguirono, accelerando, nel loro declino. Allo stesso tempo, quasi paradossalmente, molti nomi famosi del mondo della letteratura e delle scienze si affermarono durante il suo califfato e quelli successivi. Tra costoro si ricordano: Hunayn ibn Ishaq (808-873) e suo figlio Ishaq ibn Hunayn (m. 911), medici e apprezzati e traduttori in lingua araba di varie opere di filosofia greca; Ibn Fadlan, famoso esploratore; al-Battani (m. 923), astronomo; Muḥammad b. Jarīr al-Ṭabarī (m. 923), storico-annalista e teologo; al-Razi (m. 930), filosofo che realizzò grandi progressi nei campi della medicina e della chimica; al-Farabi (m. 950), alchimista e filosofo; Abu Nasr Mansur (m. 1036), matematico; Alhazen (m. 1040), matematico; al-Biruni (m. 1048), matematico, astronomo e fisico; Omar Khayyam (m. 1123), poeta, matematico e astronomo; Manṣūr al-Ḥallāj mistico, mandato a morte per eresia (zandaqa) proprio sotto il califfato di al-Muqtadir.
Sul fronte militare, il suo califfato fu caratterizzato da una vigorosa ripresa delle ostilità coi Bizantini in Asia, con pesanti perdite, prevalentemente da parte dei combattenti musulmani, un gran numero dei quali fu preso prigioniero. Le frontiere bizantine, tuttavia, cominciarono a essere minacciate da orde bulgare, tanto che l'Imperatrice Zoe Carbonopsina - quarta moglie dell'Imperatore Leone VI il Saggio - inviò due ambasciatori a Baghdad allo scopo di assicurarsi un armistizio e trattare le modalità per il riscatto dei prigionieri musulmani. L'ambasciata fu cortesemente ricevuta e la pace assicurata. Una somma di 120 000 monete d'oro fu versata per il pagamento della libertà dei prigionieri. Tutto ciò comportò però malcontento e agitazioni nella capitale abbaside. La popolazione, adirata per il successo degli "infedeli" in Asia Minore e per altre sconfitte in Persia, rinfacciò al Califfo di non preoccuparsi di tutto ciò e, invece di provare a restaurare il prestigio dell'Islam, di passare allegramente i suoi giorni e le sue notti con schiave e musicisti. Tali doglianze furono espresse tirando addirittura pietre a un Imam che aveva pronunciato (come d'uso) il nome del Califfo durante la khuṭba della jumuʿa (la preghiera comune del mezzodì) di venerdì in moschea.

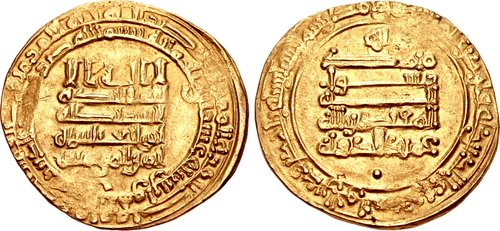
Dinar aureo di al-Muqtadir coi nomi del suo erede Abū l-ʿAbbās e del vizir Amīd al-Dawla

Dodici anni più tardi, al-Muqtadir fu deposto. I cortigiani di maggiore spicco avevano cospirato contro di lui ed egli fu obbligato ad abdicare il 28 febbraio 929 in favore di suo fratello al-Qahir, ma, dopo una serie di torbidi e di saccheggi, accompagnati dalla perdita della vita di migliaia di cittadini, i cospiratori si accorsero di non essere sostenuti dalle truppe dell'esercito califfale. Al-Muqtadir, che era stato messo in salvo altrove, fu di nuovo posto sul trono. Le finanze del califfato erano a quel punto talmente dissestate da non consentire più nemmeno di versare il dovuto soldo alle guardie urbane. Al-Muqtadir fu infine trucidato appena fuori dalle porte di Baghdad nel 932.
Il lungo regno del califfo precipitò l'impero ai suoi più bassi livelli. Le perdite di territori ebbero anche la loro importanza, con l'intero Nordafrica perduto e l'Egitto quasi ad opera dei Fatimidi. Mosul aveva reclamato la propria autonomia e i Bizantini potevano pressoché impunemente percorrere le frontiere coi loro raid. Anche a Oriente la situazione non era migliore, e a lungo si susseguirono, senza difesa alcuna, le tremende devastazioni dei Carmati, che depredarono la stessa Mecca, asportando dalla Kaʿba la Pietra Nera, rimasta in loro possesso per alcuni decenni.

A Baghdad, al-Muqtadir era un pupazzo nelle mani della sua corte e alla mercé delle sue guardie di palazzo, formate quasi esclusivamente da elementi turchi e da altri militari di provenienza straniera, facilmente portati alla ribellione. Un elemento di instabilità fu costituito anche dalla forte presenza di sciiti (che facilmente entravano in urto con la maggioranza sunnita), devoti ad Abū l-Qāsim Ḥusayn al-Nawbakhtī, considerato il portavoce (wakīl) del dodicesimo Imam nascosto dei Duodecimani.
Al-Muqtadir morì il 31 ottobre 932, caduto in battaglia mentre combatteva il generale Mu'nis. Gli succedette al trono il fratellastro al-Qahir.
Il califfato abbaside sarebbe sopravvissuto per quasi tre secoli ancora, ma in uno stato di sempre più accentuato e deprimente degrado, saltuariamente ma instabilmente risollevato da questo o quel volenteroso califfo.